# Masuma Sultan Begum (figlia di Babur)
Masuma Sultan Begum (in persiano معصومہ سلطان بیگم‎; Kabul, 1508 – ...) è stata una principessa indiana, figlia del primo imperatore Moghul Babur.

## Biografia
Nacque a Kabul nel 1508, da Babur, futuro primo imperatore Moghul, e dalla sua quarta moglie Masuma. Sua madre morì di parto, motivo per cui alla bambina ne fu dato il nome. Era la figlia maggiore sopravvissuta di suo padre e molto legata alla sorellastra minore Gulbadan Begum. 
Venne data in sposa nel 1517, ad appena nove anni, al ventunenne Muhammad Zaman Mirza, principe timuride figlio di Badi 'al-Zaman Mirza. Dopo il matrimonio, la coppia visse a Balkh. Masuma rimase vedova nel 1539, quando suo marito morì nella battaglia di Chausa. Non aveva figli noti. 